# Farewell My Summer Love
Farewell My Summer Love es un álbum recopilatorio del cantante estadounidense Michael Jackson. Fue lanzado el 8 de mayo de 1984 por Motown Records.
Las canciones fueron grabadas entre enero a octubre de 1973 pero Motown Records no las publicó hasta 1984, tras el enorme éxito del álbum Thriller con Epic Records.
Para brindarles un sonido más acorde a la década de 1980, Motown decidió remezclar y regrabar las canciones. Este trabajo fue obra de los músicos Tony Peluso, Michael Lovesmith y Steve Barri que, junto al percusionista Mike Baird, grabaron nuevas partes de guitarra, teclado, batería y percusión para las canciones. 
Logró el puesto 46 de la lista Billboard Top 200 Albums en los Estados Unidos y el 9 en la lista UK Albums Chart de Reino Unido. 
La canción que da título al álbum también fue lanzada como sencillo y es la de mayor éxito, alcanzando el puesto 38 en el Billboard Hot 100 y el séptimo puesto en la UK Singles Chart.
Las nueve versiones originales de 1973, así como las mezclas de 1984, fueron finalmente lanzadas en Hello World: The Motown Solo Collection en junio de 2009.
El 9 de julio de 1984, el álbum fue certificado disco de oro por la BPI por vender al menos 100.000 copias en el Reino Unido.

## Lista de canciones
| N.º | Título                           | Escritor(es)                                | Duración |  |
| 1.  | «Don't Let It Get You Down»      | Mel Larson, Jerry Marcellino, Deke Richards | 3:01     |  |
| 2.  | «You've Really Got a Hold on Me» | Smokey Robinson                             | 3:30     |  |
| 3.  | «Melodie»                        | Mel Larson, Jerry Marcellino, Deke Richards | 3:21     |  |
| 4.  | «Touch the One You Love»         | Artie Wayne, George S. Clinton              | 2:47     |  |
| 5.  | «Girl You're So Together»        | Keni St. Lewis                              | 3:09     |  |
| 6.  | «Farewell My Summer Love»        | Keni St. Lewis                              | 4:21     |  |
| 7.  | «Call on Me»                     | Fonce Mizell, Larry Mizell                  | 3:38     |  |
| 8.  | «Here I Am (Come and Take Me)»   | Al Green, Teenie Hodges                     | 2:53     |  |
| 9.  | «To Make My Father Proud»        | Bob Crewe, Larry Weiss                      | 4:04     |  |

## Posicionamiento en lista
| Lista (1984)                              | Máxima posición |
| ----------------------------------------- | --------------- |
| Alemania (Top 100 Albums)                 | 40              |
| Canadá (Canadian Albums Chart)            | 94              |
| Estados Unidos (Billboard Top 200 Albums) | 46              |
| Nueva Zelanda (New Zealand Albums Chart)  | 50              |
| Países Bajos (Dutch Albums Chart)         | 47              |
| Reino Unido (UK Albums Chart)             | 9               |